# Милка Гргурова-Алексић
Милица или Милка Гргурова-Алексић (Сомбор, 14. фебруар 1840 — Београд, 25. март 1924) била је српска глумица, књижевница и преводилац.

## Биографија
Рођена је у имућној трговачкој породици, од мајке Софије и оца Саве Гргурова. У породици је било још троје деце. Основну школу је завршила у Сомбору (1845—1848). Након тога је избила револуција и школе нису радиле наредне три године. Затим је учила три разреда Женског завода за васпитање, такође у Сомбору (1852—1855). У Заводу су женска деца имала прилике да приватно полажу испите, што им је омогућавало да се упишу у учитељску школу.
Пошто је отац нагло банкротирао, 1856. одлучио је да прода кућу и целокупну трговину у Сомбору добростојећем трговцу Матићу из Сремских Карловаца, као и да за њега уда Милку, против њене воље. Пошто није могла да поднесе терор у мужевљевој кући у Сремским Карловцима, након две године брака (1858) је одлучила да напусти мужа и да се са тек рођеном ћерком Евицом врати код родитеља, који су тада живели на салашу у Лалићу, недалеко од Сомбора. Родитељи су је прихватили с покајањем, бринули се о девојчици и више је нису наговарали да се поново удаје и поред тога што је имала доста удварача.

## Глумица
Глуму је заволела још као девојчица. Године 1862. је учествовала у раду сомборске дилетантске дружине и добила прве похвале за глуму. Према неким наводима једно време је похађала и Вишу женску школу у Београду, али није познато на који начин и када.
Преко породичног пријатеља и трговца Василија Коларића, а у стану свог тече Станислава Брановачког у Новом Саду је 1864. упознала Јована Ђорђевића, начелника Друштва Српског народног позоришта и крајем маја постала члан овог позоришта. Родитељи су се првобитно противили њеној одлуци да постане глумица. Њен теча Станислав Брановачки је у то време био веома утицајан човек, који је помогао у оснивању Српског народног позоришта у Новом Саду. Од њега је Милка тражила подршку око пристанка родитеља.
Након што је добила прве улоге, које је студиозно припремала у родитељској кући, дебитовала је јула 1864. улогом Љубице у представи Мејрима од Матије Бана, при гостовању Српског народног позоришта у Винковцима 19/31. јула те године. Позориште је имало бројна гостовања, непрекидно су путовали, често спавали у врло неповољним условима.
Од септембра 1867. до јануара 1868. са Српским народним позориштем је гостовала у Београду. Пошто није постојала посебна зграда за позориште, представе су се одржавале по разним дворанама. Неке представе је гледао и кнез Михаило. Београдска позоришна критика је врло брзо запазила њен таленат. Јула месеца 1868. добила је српско држављанство. Заједно са сестром Маријом (Маром) и ћерком Евицом тада се преселила у Београд. У Београду су живеле од њене скромне плате и стално у дуговима. Помагала је породицу, посебно брата који се тада још школовао, издржавала је ћерку, као самохрана мајка и сестру, коју је подучавала глуми, и која је и сама постала члан Народног позоришта.
Са сестром Маром једно време је провела у Бечу, у Бургтеатру, ради усавршавања глуме и језика.
Октобра 1868. је постала члан Народног позоришта у Београду, чији је први управник био Јован Ђорђевић. Играла је 30. октобра 1869. у првој представи „Посмртна слава кнеза Михаила”, коју је за ту прилику написао Ђорђе Малетић. Представа се одржала у тада новосаграђеној згради, према пројекту архитекте Александра Бугарског.
Као глумица је остала запамћена по својим интерпретацијама драмских и трагичних ликова. „Млада, лепа жена, плаве косе и очију, освајала је она својом уметничком игром, а нарочито заносила својим гласом, меким, топлим и пријатним.“ Због високог стаса, отменог држања, гипког хода, узорне дикције и ванредне лепоте прозвана је српском Саром Бернар и важила је за најбољу српску трагисткињу 19. века. Током своје 40-огодишње глумачке каријере, одиграла је око 400 улога.
Упркос великој популарности и заслугама које је имала за развој београдског позоришта и глуме, као жена, мањом платом од својих колега, мушких чланова ансамбла у Народном позоришту, вечито је дискриминисана.
Пензионисала се по сопственом захтеву, наводећи као разлог болест грла, 11. марта 1902. године.
После пензионисања појавила се још пет пута у представама аматерских позоришта и на добротворним приредбама. Последњи пут на сцени се појавила 1912. године, у улози краљице Јаквинте, жене Константина Бодина, у драми Драгутина Илића.

## Књижевница
Књижевни рад је започела преводима драмских дела са немачког и француског, за потребе Народног позоришта у Београду (1870). Истовремено је написала и полемике о необјективним позоришним критикама.
Године 1875. основано је београдско Женско друштво, чији је врло активни члан постала, вероватно од самог почетка. Ово друштво је 1889. године основало Литерални одбор који се бринуо о преводима и књижевним радовима за часопис „Домаћица” (основан 1879). У то време књижевна дела женских аутора често нису била прихватана у другим часописима, које су уређивали мушкарци. Године 1892. основана је Књижевноуметничка заједница, у којој је Гргурова била једна од њених ретких чланица и на чијим сусретима је читала своје књижевне радове и добијала похвале књижевника.
У Београду се по други пут удала 1883, за Константина Алексића, бившег руског царског и гардијског официра, који се након Српско-турских ратова настанио у Србији. С обзиром да је официрима тада било забрањено да се жене глумицама, Алексић је морао да упути посебну молбу српском двору, а дозволу за венчање им је дала краљица Наталија.
Према сведочанству Гргурове, њихов брак је био веома срећан.
Константин ју је подржао када је одлучила да се посвети књижевном раду и подстицао да их објављује. Прву сопствену приповетку „Нада” је објавила у листу „Домаћица” (1894). Муж ју је охрабрио да не одустаје од писања, након што је Књижевни одбор Коларчеве задужбине негативно оценио њен рукопис од 12 прича (1895). Овај рукопис није сачуван. Након што јој је муж умро (1896), она му је посветила збирку својих приповедака „Приповетке Милке Алексић-Гргурове“ (Државна штампарија Краљевине Србије, Београд 1897, 125 страна). У наредних 20 година наставила је да пише и објављује приче, највише прича јој је објављено у новосадском „Женском свету”., а објављиване су и у другим листовима, „Бранковом колу”, „Зори”, црногорској „Лучи”, „Домаћици”, сарајевској „Босанској вили” и другим. Осим прича, полемичких текстова и превода, писала је и путописе, некрологе, писала је и о учешћу у Српско-турском рату „Из болнице 1876” („Домаћица”, 1895), свом глумачком почетку „Мој први деби” („Зора”, 1898), цртицама из глумачког живота („Позоришни лист”, 1901), а 1913. у сарајевској „Српкињи” је објављена њена „Аутобиографија”.

## Последње године живота
У Првом светском рату изгорела јој је кућа у Јевремовој улици у Београду. Након рата, највише залагањем Милана Грола, управа Народног позоришта јој је доделила кућерак, у дворишту позоришта Мањеж (данас Југословенско драмско позориште), а додељена јој је и послуга. Поред њене собе се налазила учионица Глумачко-балетске школе, где је често посматрала децу. Остала је усамљена и заборављена.
Умрла је 25. марта 1924. Наредног дана је сахрањена уз почасти на Новом гробљу у Београду, у гробници свога мужа.

## Одликовања
За шестомесечно учешће у Српско-турском рату (1876—1877), као болничарка, одликована је Крстом милосрђа. На 30-огодишњицу уметничког рада одликована је Орденом Светог Саве III реда (1894), за изузетан рад на пољу културе одликована је Даниловим крстом IV реда, као и Орденом Белог орла V реда (1924).
Урош Предић је 1918. израдио њен портрет у уљу.
Улице у Београду, Новом Саду и Сомбору носе њено име.